# Pfarrkirche Altruppersdorf

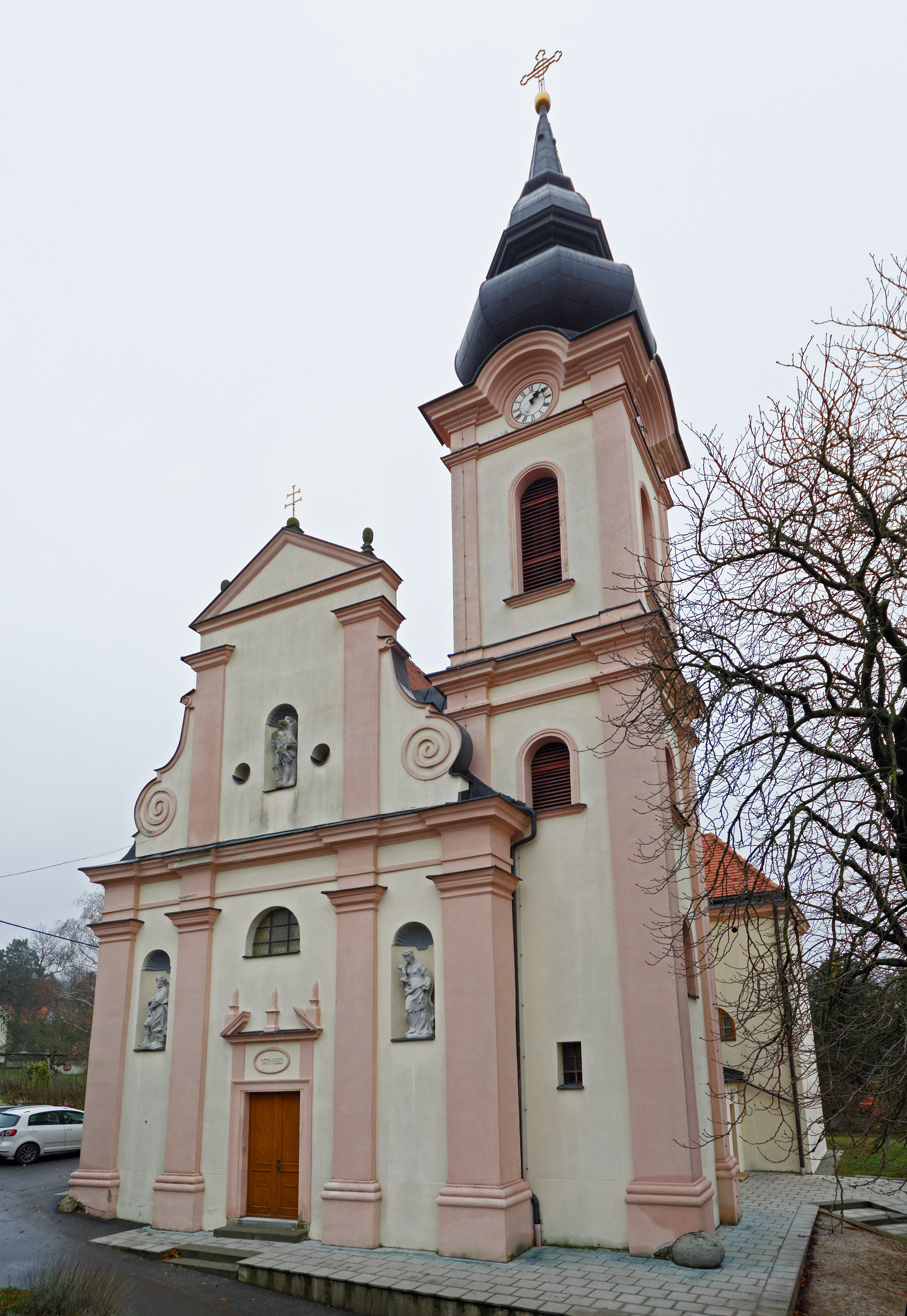
Pfarrkirche Altruppersdorf

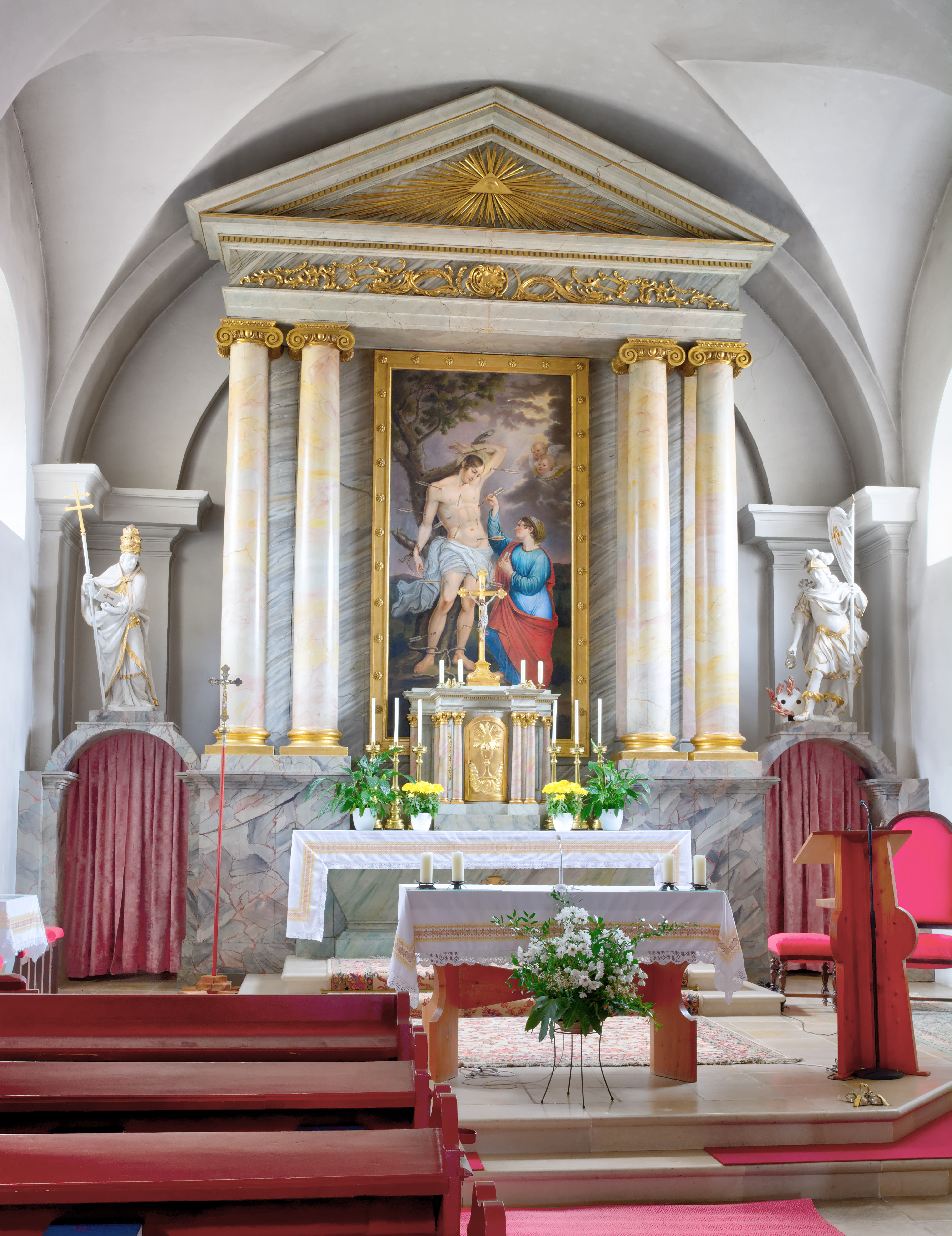
Blick zum Hauptaltar

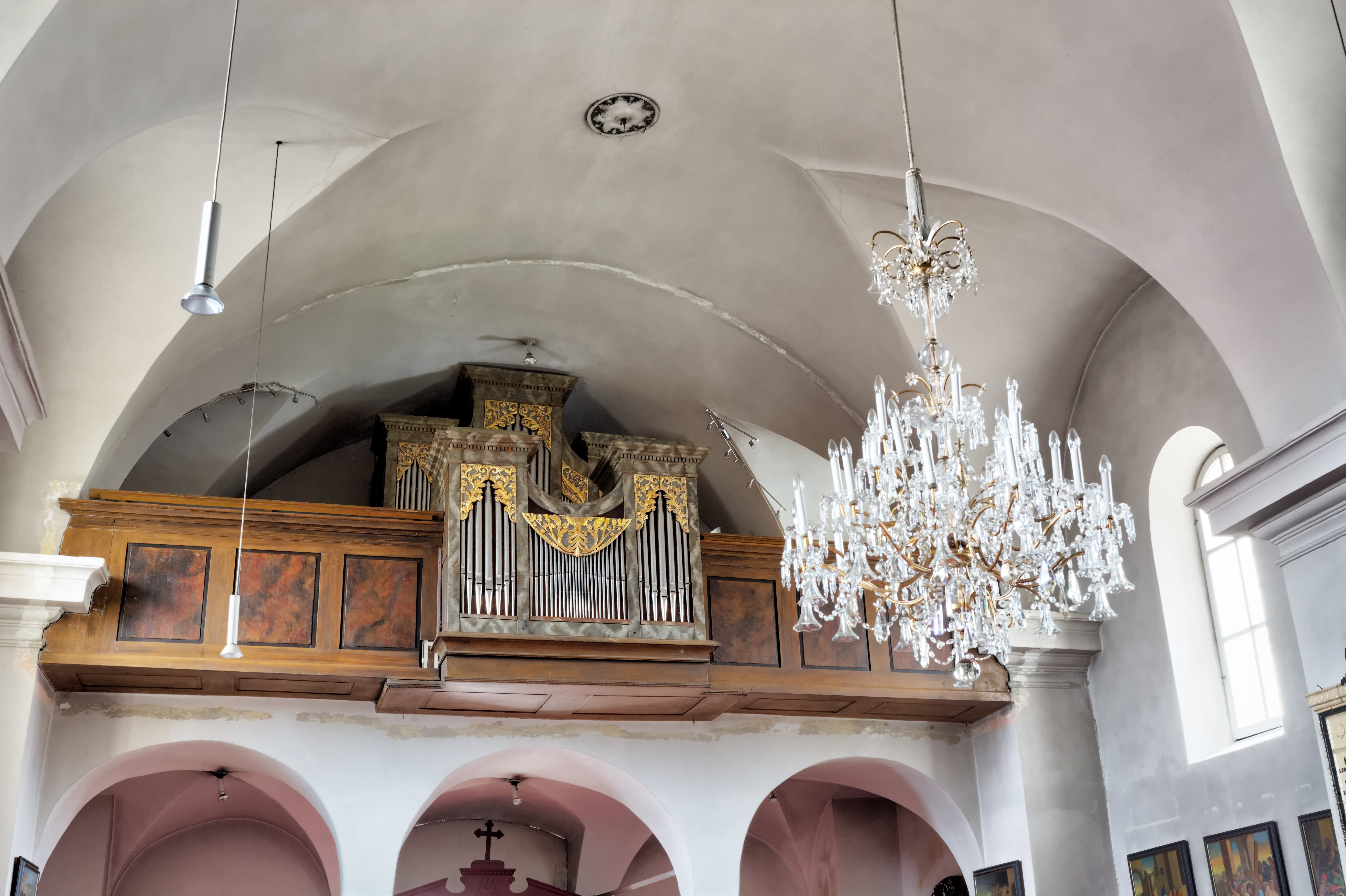
Ansicht der Empore mit der Kirchenorgel

Die Pfarrkirche hl. Sebastian ist eine römisch-katholische Pfarrkirche im niederösterreichischen Ort Altruppersdorf. Sie ist dem heiligen Sebastian geweiht und gehört zum Dekanat Poysdorf. Der frühbarocke Saalbau mit erneuertem Westturm erhebt sich weithin sichtbar auf leicht ansteigendem Gelände am nordöstlichen Ortsrand. Die Kirche und der ehemalige Friedhof stehen unter Denkmalschutz.

## Geschichte
Der vermutlich gotische Vorgängerbau der heutigen Kirche war eine kleine Kapelle, von der erstmals 1626 als Ziel von Pestwallfahrten berichtet wird. Das Hauptfest der kleinen Filialkirche war der Sebastianstag am 20. Januar. Auf Betreiben des Pfarrers Stöber wurde die Kirche 1674 unter Einbeziehung des alten Mauerkerns erweitert. Zwei Seitenaltäre wurden errichtet und den Heiligen Barbara und Katharina geweiht. 1783 wurde Altruppersdorf zur Pfarre erhoben.

## Äußeres
Der barocke Saalbau mit leicht eingezogenem, gerade geschlossenem Chor hat ein hohes Satteldach. Die Eingangsfassade im Nordwesten mit Volutengiebel und bekrönendem Dreiecksgiebel ist durch Pilaster und Gebälk gegliedert. Das rechteckige Portal mit Steingewände hat einen gesprengten Giebel und ist mit 1674–1933 bezeichnet. In Wandnischen stehen Statuen der Heiligen Rochus, Rosalia und Sebastian. Am Langhaus befinden sich abgetreppte Strebepfeiler und Rundbogenfenster. Neben der Hauptfassade, südlich des Langhauses steht der dreigeschoßige Turm, der nach schweren Kriegsschäden in barocker Form wiederhergestellt worden ist. Am östlichen Langhausjoch ist die Kirche querschiffartig nach Norden und nach Süden durch je einen Kapellenanbau über rechteckigem Grundriss erweitert. Die Kapellen haben halbkreisförmige Fenster. Nördlich des Chores befindet sich die eingeschoßige Sakristei. Am ehemaligen Friedhof ist ein barockes Grabkreuz aus dem 18. Jahrhundert mit dem Relief eines Verstorbenen erhalten.

## Inneres
Die Stichkappentonne des vierjochigen Langhauses ruht auf Wandpfeilern mit stark profiliertem Gebälk. Darunter erheben sich ein eingezogener, rundbogiger Triumphbogen und im Westen, auf zwei toskanischen Säulen, eine kreuzgratunterwölbte Orgelempore. Der zweijochige Chor ist gedeckt durch eine Stichkappentonne mit Gurtbögen auf Pilastern und stark profiliertem Gebälk. An der Ostwand befinden sich Schildbögen. In Rundbögen sind die östliche und die westliche Seitenkapelle zum Langhaus geöffnet. Sie sind durch Kreuzgratgewölbe auf Pilastern gedeckt.

## Orgel
Die Orgel wurde 1824 von Christoph Erler gebaut, hat 14 Register, 2 Manuale und Pedal.
- Manual: Waldflöte 8″ Prinzipal 8′ Octav 4′ Dulciana 4′ Quint 2 2/3′ Super Octav 2′ Mixtur
- Positiv: Copula 8′ Flöte 4′ Prinzipal 4′ Oktav 2′
- Pedal: Subbass 16′ Violonbass 8′ Ocavbass 4′

## Einrichtung
Der klassizistische Hochaltar aus der Zeit um 1800 hat ein Doppelsäulenretabel mit Dreiecksgiebel über Gesims, Opfergangsportale und Schnitzfiguren der Heiligen Georg und Florian(?). Auf seinem Altarblatt ist die Marter des hl. Sebastian abgebildet. Der Seitenaltar, mit neobarockem Rahmen, Statuen Herz Jesu und der Heiligen Leopold und Aloysia stammt aus der zweiten Hälfte des 19. Jahrhunderts. Die Altarbilder der Heiligen Rochus und Rosalia in den Seitenkapellen wurden ebenfalls im 19. Jahrhundert geschaffen. Aus der Zeit um 1800 stammt die Kanzel mit Schmerzensmann-Statue. Von Christoph Erler wurde 1824 die Orgel angefertigt. Zur weiteren Ausstattung zählen: ein lünettenförmiges Leinwandbild des Martyriums des hl. Sebastian aus dem ersten Viertel des 19. Jahrhunderts; ein Leinwandbild der Heiligen Familie, bezeichnet mit F. Ostriedt 1833; ein Votivbild von drei Pestheiligen, bezeichnet mit 1713; eine Glocke von Franz Josef Scheichel aus dem Jahr 1764.